# ガイ -妖魔覚醒-
『ガイ 妖魔覚醒』（ガイ ようまかくせい）は、1988年12月6日に発売されたアダルトアニメ。続編『ガイ SECOND TARGET 黄金の女神編』が1992年7月15日に発売されているが、こちらも本項で記述する。両作品とも2004年12月6日にはダウンロード販売が開始されている。

## 概要
『リヨン伝説フレア』、『バルテュス ティアの輝き』に続く、宇宙企画のアダルトアニメ第3弾。内田順久の監督デビュー作でもある。尺こそ約40分と前2作より約10分長くなっているが、それらで一番の売りとなっていたセックス描写は本作ではやや控えられ、アクション描写やスプラッタ描写に重点を置いた作りになっている。1992年には、そういった過激な描写を削除するなどの再編集を行った一般向けの『ガイ 妖魔覚醒 特別編集版』が発売された。

### あらすじ
ある時、宇宙海賊のガイは相棒のレイラと共に獲物を探して漂流船に潜入するが、そこで大量の触手と牙を振るう異形の怪物に襲われる。不意を突かれたガイは苦戦を経て怪物を倒すことに成功するが、絶命寸前の怪物の中から人間と思しき上半身が出現し、ガイ達に救いを求めてきた。その者は漂流船の搭乗員だったらしく、ガイ達に操作パネルから1枚のカードを引き出させると、流刑惑星ジオのドクター・ヴェールに渡して欲しいとの旨を言い残し、血飛沫を上げて事切れてしまう。特上の獲物を拝めると考えたガイはレイラを連れてジオへ向かうが、潜入先の刑務所では所長のヒールとその配下達が、囚人達を使い捨てる鉱石採掘や、奴隷の美女達との性宴を繰り広げていた。

### 主な登場人物
声優名は非公開につき、『ガイ 妖魔覚醒 特別編集版』でのものを掲載する。
ガイ
声 - 山寺宏一
主人公。宇宙海賊を生業としている青年。危険には不敵な笑みを返し、進んで立ち向かう性格。引き締まった身体には、太い鉄格子も曲げられるほどの力が秘められている。
レイラ
声 - 伊倉一恵
宇宙海賊。ガイの相棒を務めている女性。お調子者な性格で、言葉遣いも雰囲気もボーイッシュだが、身体は年頃の女性そのもの。
キャラ
声 - 高田由美
惑星ジオへ囚人達の慰み者として連行された、奴隷の美女達の1人。ヒールに目を着けられ、慰み者にされてしまう。かつて、ガイに情報を提供して窮地を救ったことがある上、回想シーンによれば彼と肉体関係にもあった模様。
ヴェール
声 - 緒方賢一
惑星ジオの中枢部で研究に没頭しているドクター。ジオの正体を知っており、その危険性をヒールと彼女の配下達に説いているが、相手にされていない。
ヒール
惑星ジオの刑務所所長を務めている女性。フルネームはヘルガ・ヒルディアス・ヒール。強欲そのものな性格。セックスについてはサドのバイセクシャルで、配下の男と普通に交わるだけでなく、奴隷の美女が弄ばれる姿を見て楽しんだり、更には美女達の待遇改善を餌としてキャラにレズプレイを強制したりと、見境が無い。
奴隷の美女達
惑星ジオの外から、囚人達の慰み者として連行されてきた美女達。ヒールによる品定めを経て囚人達へ与えられる上、一部の者はヒールと彼女の配下達にも弄ばれている。

### 舞台
ジオ
流刑の地として使われている辺境の惑星。ヒールと彼女の配下達が全ての権利を掌握しているが、実は惑星自体が巨大な生命体でもある。ヒール達による鉱石採掘は身体を深く傷つけられることに等しく、その怒りとして上陸中の人間達の身体構造を強制的に組み替え、理性が消失した食欲や破壊欲だけの狂暴な怪物へ変化させる。しかし、当初はガイとレイラが漂流船で遭遇した者のようにまだ変化の度合いが少なかったことや、その事実をヴェール以外は気にも留めていなかったため、遂には上陸中の人間達の全身が怪物へ変化するという大惨事を引き起こすこととなる。その影響はヒールやガイにも及ぶが、変化後のヒールが欲望のままにキャラの首を噛みちぎって殺したのに対し、それを目の当たりにしたガイは全身が変化したにもかかわらず理性を消失せず、ヒールを殴り殺してレイラを救出すると、怪物への変身能力を持ったまま人間の姿へ戻っている。

### スタッフ
- 原作、監督、キャラクターデザイン、作画監督：内田順久
- プロデューサー：丸山新
- 演出：杉島邦久
- 脚色：杉島邦久（特別編集版のみ）
- モンスターデザイン：牧野行洋
- モンスターデザイン協力：大張正己
- 作画監督補佐：杉山嘉苗
- メカニカルデザイン：富松由紀夫
- メカニカルデザイン協力：城前龍治
- 音楽：樫原伸彦
- 販売：メディアステーション

## ガイ 妖魔覚醒 特別編集版
杉島邦久による脚色の下、過激な描写を削除するなどの再編集が行われ、一般向けとなっている。

## ガイ SECOND TARGET 黄金の女神編
前作の続編。約40分。アダルトアニメに分類はされているが、前作以上のアクションやスプラッタ描写が重点となり、VHSでの発売当時はR指定（具体的な取り決めが無くパッケージにも記載が無いことから、実質的には一般向け）として制作されたため、声優名がクレジットされている。後年のWindows版やDVD（リヨン伝説フレア#関連商品（リヨン伝説）を参照）では倫理規定が厳格化されたことや前作との同時収録ということもあり、18禁となっている。

### あらすじ (SECOND TARGET)
惑星ジオを飛び立ってからしばらく過ぎた頃、ガイとレイラは黄金の女神像を手に入れるため、宇宙教団フリーゾンの神殿に向かう。そこは、教祖のアルカノやノイマンに支配されていた。

### 主な登場人物 (SECOND TARGET)
ガイ
レイラ
アルカノ
声 - 松井菜桜子
宇宙教団フリーゾンの教祖。
ノイマン
声 - 速水奨
宇宙教団フリーゾンの教祖。
隊長　
声 - 古田信幸
州知事Ａ
声 - 中博史
兵士Ａ
声 - 千葉一伸
兵士Ｂ
声 - 宮田浩徳

### スタッフ (SECOND TARGET)
- 原案、監督、キャラクターデザイン、作画監督：内田順久
- プロデューサー：谷邦夫、石田一
- 演出：杉島邦久
- 製作：谷邦夫、石井一
- 脚本：川崎ヒロユキ
- ストーリーボード：大張正己
- メカデザイン：秋山英一、村田英子
- モンスターデザイン：大張正己
- 美術監督：海老沢一男
- 撮影監督：小西一廣
- 音楽：本田保則
- 販売：メディアステーション

### 主題歌
主題歌「星屑の声に-I'm Stranger-」
作詞：宝住孝行 / 作曲・編曲：山中紀昌 / 唄：山寺宏一
オープニング「HAZARD」
作詞：三井浩昭 / 作曲・編曲：樫原伸彦 / 唄：小山かおる（渡嘉敷かおる）

### 出版
- 『ガイ』 英知出版〈ロマン・アニメ・シリーズ〉、1989年1月